# Olav Duun

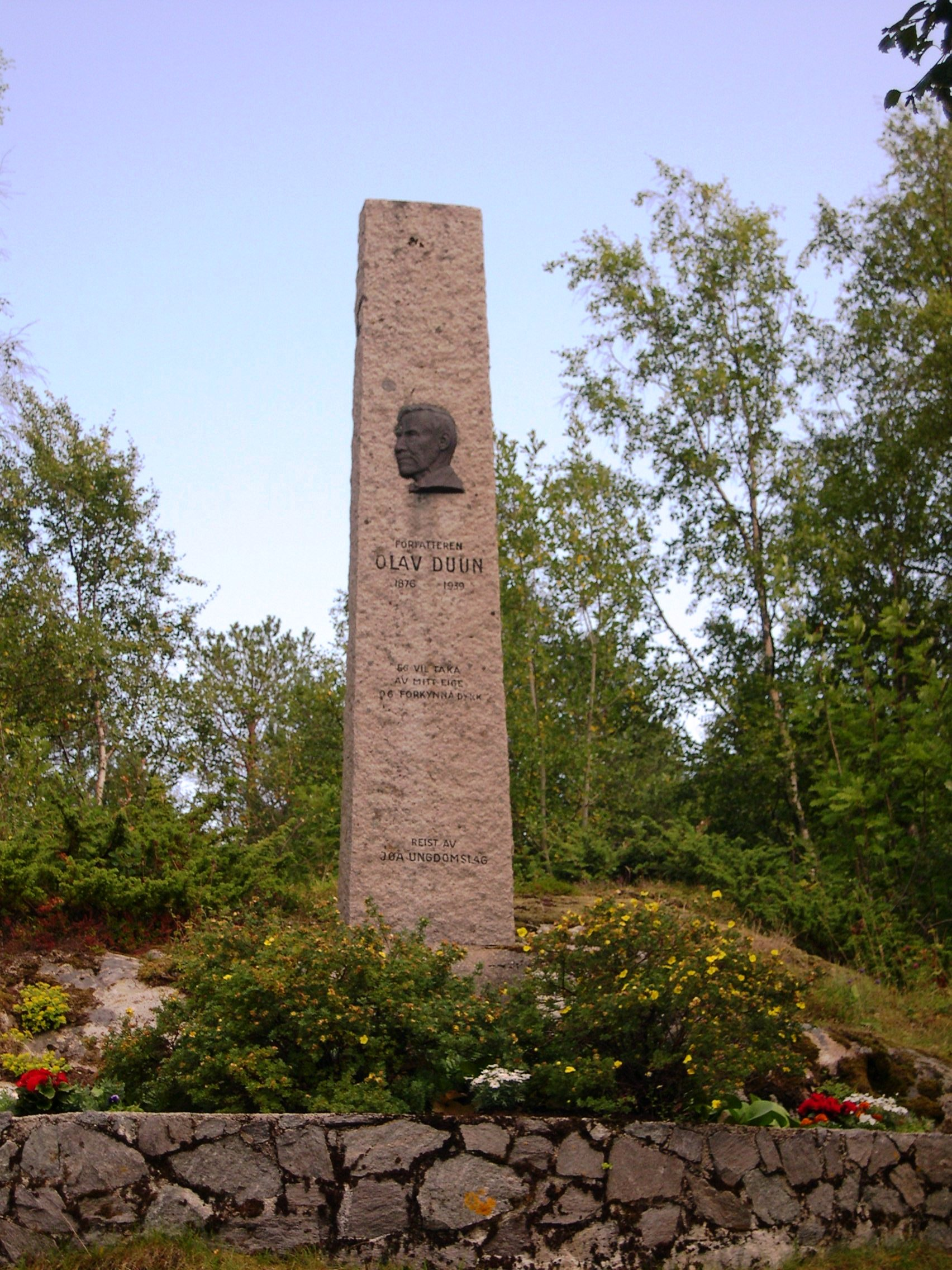
Monument dedicat poetului norvegian Olav Duun în Fosnes, Norvegia

Olav Duun (21 noiembrie 1876 – 13 septembrie, 1939) a fost un scriitor norvegian. Lucrările sale cuprind o vastă operă epică, continuând tradiția vechilor „saga” și a cronicilor norvegiene, într-un stil robust, de o impresionantă expresivitate și naturalețe. Roamne de investigație psihologică și de evocare a universului rural și a lumii pescarilor, relevând conflicte dramatice între eroii instinctuali și natura elementară (Det gode samvīte, 1916 - Buna conștiință; trilogia alcătuită din: Medmenneske, 1929 - Semenii; Ragnhild, 1932; Siste leveåre, 1933 - Ultimii ani de viață).

## Opere
- 1907: Løglege skruvar og anna folk
- 1908: Marjane
- 1909: På tvert
- 1910: Nøkksjøliga
- 1911: Gamal Jord
- 1912: Hilderøya, Storbåten
- 1913: Sigyn, Sommareventyr
- 1914: Tre venner
- 1915: Harald
- 1916: Det gode samvite
- 1917: På Lyngsøya
- 1918-23: Juvikfolket
- 1918: Juvikingar
- 1919: I Blinda
- 1920: Storbybryllope
- 1921: I eventyret
- 1922: I Ungdommen
- 1923: I Stormen
- 1924: Blind-Anders
- 1925: Straumen og evja
- 1927: Olsøygutane
- 1928: Carolus Magnus
- 1929: Medmenneske
- 1930: Vegar og villstig
- 1931: Ragnhild
- 1932: Ettermæle
- 1933: Siste leveåre
- 1935: Gud smiler
- 1936: Samtid
- 1938: Menneske og maktene